# Trinidad e Tobago ai Giochi della XIV Olimpiade
Trinidad e Tobago partecipò ai Giochi della XIV Olimpiade, svoltisi a Londra, dal 20 luglio al 14 agosto 1948,  
con una delegazione di 5 atleti impegnati in 3 discipline,
aggiudicandosi 1 medaglia d'argento.

## Medagliere

### Per discipline
| Sport             | Oro | Argento | Bronzo | Totale |
| ----------------- | --- | ------- | ------ | ------ |
| Sollevamento pesi | 0   | 1       | 0      | 1      |
| Totale            | 0   | 1       | 0      | 1      |

### Medaglie
| Medaglia | Atleta        | Sport             | Evento     |
| -------- | ------------- | ----------------- | ---------- |
| Argento  | Rodney Wilkes | Sollevamento pesi | Pesi piuma |